# مطويي (الريف الغربي)
مطويي (بالفارسية: مطویی) هي منطقة سكنية تقع في إيران في قسم الريف الغربي الريفي. يقدر عدد سكانها بـ 163 نسمة بحسب إحصاء 2016.